# 八十島信之助
八十島 信之助（やそしま しんのすけ、1914年10月1日 - 1990年7月16日）は、日本の法医学者。札幌医科大学名誉教授。

## 来歴
東京府出身。慶應義塾幼稚舎、慶應義塾普通部を経て、1938年に慶應義塾大学医学部を卒業。東京都監察医として、1949年の下山事件で検視を行う。1951年「感電死の研究」で慶應義塾大学医学博士。慶應義塾大学講師、1961年札幌医科大学教授。1985年定年退職、名誉教授。多くの司法解剖を行った。1987年秋、勲三等旭日中綬章受勲。

## 家族・親族
父は実業家の八十島親徳。岳父は医学者の川村麟也。兄に実業家の八十島親義、弟に土木工学者で東京大学名誉教授の八十島義之助。

## 著書
- 『法医学入門』 中公新書、1966
- 『一般医家のための法医学』 金原出版 新臨床医学文庫、1967

## 参考
- コトバンク